# Блиня
Блиня (хорв. Blinja) — населений пункт у Хорватії, у Сисацько-Мославинській жупанії у складі міста Петриня.

## Населення
Населення за даними перепису 2011 року становило 78 осіб.
Динаміка чисельності населення поселення:

## Клімат
Середня річна температура становить 10,70 °C, середня максимальна – 24,51 °C, а середня мінімальна – -5,48 °C. Середня річна кількість опадів – 1006 мм.
| Клімат поселення                              | Клімат поселення | Клімат поселення | Клімат поселення | Клімат поселення | Клімат поселення | Клімат поселення | Клімат поселення | Клімат поселення | Клімат поселення | Клімат поселення | Клімат поселення | Клімат поселення | Клімат поселення |
| Показник                                      | Січ.             | Лют.             | Бер.             | Квіт.            | Трав.            | Черв.            | Лип.             | Серп.            | Вер.             | Жовт.            | Лист.            | Груд.            |                  |
| Середній максимум, °C                         | 6,78             | 8,35             | 12,58            | 16,93            | 21,36            | 24,51            | 23,42            | 22,90            | 19,30            | 14,61            | 9,24             | 4,84             |                  |
| Середня температура, °C                       | 0,65             | 2,22             | 6,46             | 10,79            | 15,24            | 18,38            | 20,14            | 19,61            | 16,03            | 11,33            | 5,97             | 1,54             |                  |
| Середній мінімум, °C                          | −5,48            | −3,92            | 0,34             | 4,68             | 9,11             | 12,26            | 16,84            | 16,32            | 12,75            | 8,05             | 2,68             | −1,74            |                  |
| Норма опадів, мм                              | 62               | 61               | 70               | 83               | 87               | 98               | 89               | 92               | 91               | 93               | 100              | 80               |                  |
| Середньомісячна швидкість вітру, м/с          | 1.78             | 1.94             | 2.33             | 2.23             | 2.04             | 1.86             | 1.80             | 1.70             | 1.71             | 1.78             | 1.84             | 1.86             |                  |
| Середньомісячна сонячна радіація, кДж/м²·день | 4310             | 7095             | 10744            | 15194            | 19387            | 21404            | 22706            | 19545            | 14501            | 9116             | 4854             | 3563             |                  |
| --------------------------------------------- | ---------------- | ---------------- | ---------------- | ---------------- | ---------------- | ---------------- | ---------------- | ---------------- | ---------------- | ---------------- | ---------------- | ---------------- | ---------------- |
| Джерело:                                      |                  |                  |                  |                  |                  |                  |                  |                  |                  |                  |                  |                  |                  |